# RBC
RBC (ang. red blood cell) – wskaźnik określający ilość czerwonych krwinek w morfologii krwi.

## Wartości prawidłowe
Kobiety: 3,5 - 5,2 mln/mm³
Mężczyźni: 4,2-5,4 mln/mm³
Noworodki: 6,5-7,5 mln/mm³

## Wartości powyżej normy
- normalne dla osób
  - przebywających wysoko w górach (w rozrzedzonym powietrzu)
  - wykonujących ciężką pracę fizyczną
- wrodzona wada serca
- przewlekła choroba płuc
  - serce płucne
  - zwłóknienie płuc
- czerwienica prawdziwa
- odwodnienie
- talasemia[1]
- nadmiar erytropoetyny - przy chorobach nerek (nowotwory)
- zmniejszona objętość osocza przy:
  - zapaleniu otrzewnej
  - rozległych oparzeniach

## Wartości poniżej normy
- anemia
- krwotok
- choroba szpiku kostnego
  - choroba popromienna
  - toksyczne uszkodzenie
  - fibroza (zwłóknienia)
  - nowotwory
- niedobór erytropoetyny - przy chorobach nerek
- hemoliza, zniszczenie krwinek czerwonych, w reakcjach potransfuzyjnych
- białaczka
- szpiczak mnogi
- niedożywienie (niedobór żelaza, witaminy B12, witaminy B6)
- stany przewodnienia
- w czasie ciąży